# Crepidula porcellana
Crepidula porcellana is een slakkensoort uit de familie Calyptraeidae. De wetenschappelijke naam werd gepubliceerd in 1758 door Carl Linnaeus in de tiende editie van Systema naturae.